# Пароль не потрібен
«Пароль не потрібен» — радянський художній пригодницький фільм, поставлений на Кіностудії ім. М. Горького в 1967 році режисером Борисом Григор'євим за однойменним романом Юліана Семенова. Прем'єра фільму в СРСР відбулася 13 листопада 1967 року. Перший фільм про розвідника Владимирова-Ісаєва-Штірліца.

## Сюжет
1921 рік. У Владивостоку при підтримці японців стався антибільшовицький переворот. Для збору інформації Дзержинський відправляє туди молодого чекіста Всеволода Владимирова. У той же час в Далекосхідну республіку прибуває новий військовий міністр — Василь Блюхер.

## У ролях
- Микола Губенко —  Василь Костянтинович Блюхер
- Михайло Федоров —  Павло Петрович Постишев, комісар Східного фронту
- Родіон Нахапетов —  Всеволод Владимиров (він же Максим Максимович Ісаєв, він же майбутній Отто фон Штірліц)
- Анастасія Вознесенська —  Сашенька Гавриліна, кохана Ісаєва
- Володимир Солопов —  Кирило Миколайович Гіацинтов, начальник контррозвідки білих
- Михайло Зимін —  Микола Іванович Ванюшин, редактор владивостоцької газети «Нічний вісник»
- Василь Лановий —  Марейкіс (Роман Чен), розвідник
- Всеволод Кузнецов —  Григорій Михайлович Семенов, отаман
- Аркадій Трусов —  Тимоха, мисливець
- Валерій Малишев —  Колька-анархіст
- Віктор Філіппов —  провідний агітконцерт
- Михайло Глузський —  Мацумото, начальник російського відділу японської розвідки
- Ігор Дмитрієв —  поручик Юрій Мордвинов
- Микола Бубнов —  генерал Вікторин Михайлович Молчанов
- Яків Кісідо —  Мацушима, керівник японської делегації
- Олександр Шворін —  Сергій Дмитрович Стрельцов
- Євген Шальников —  Федір Петров
- Леонід Князєв —  Меркулов-старший
- Едуард Бредун —  Меркулов-молодший
- Павло Шпрингфельд —  Моїсей Соломонович, метранпаж
- Олександр Граве —  начальник оперативного відділу
- Данило Сагал —  Шрейдер
- Валерій Носик —  «Адвокат»
- Володимир Ємельянов —  Гржимальський
- Іван Косих —  ординарець Блюхера
- Володимир Дорофєєв —  старий
- Юрій Волков —  Проскуряков
- Станіслав Хитров —  п'яний офіцер

## Знімальна група
- Автор сценарію —  Юліан Семенов
- Режисер-постановник —  Борис Григор'єв
- Головний оператор —  Костянтин Арутюнов
- Художники-постановники —  Альфред Таланцев,  Михайло Фішгойт
- Композитор —  Тихон Хренников
- Звукооператор —  Юрій Закржевський
- Текст пісень —  Євген Шатуновский